# Knovízer Kultur

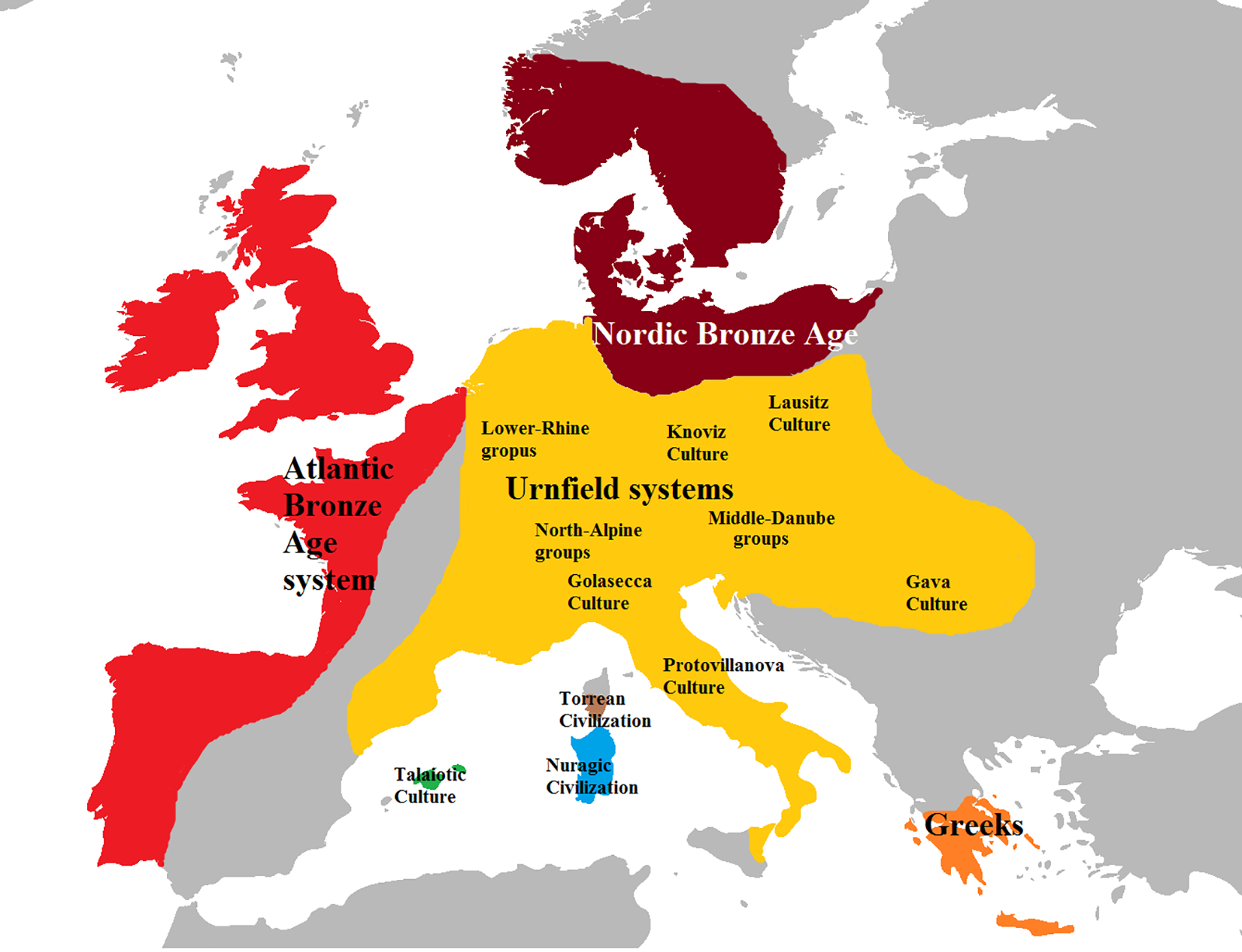
Knovízer Kultur im Bereich der Urnenfelderkultur (gelb)

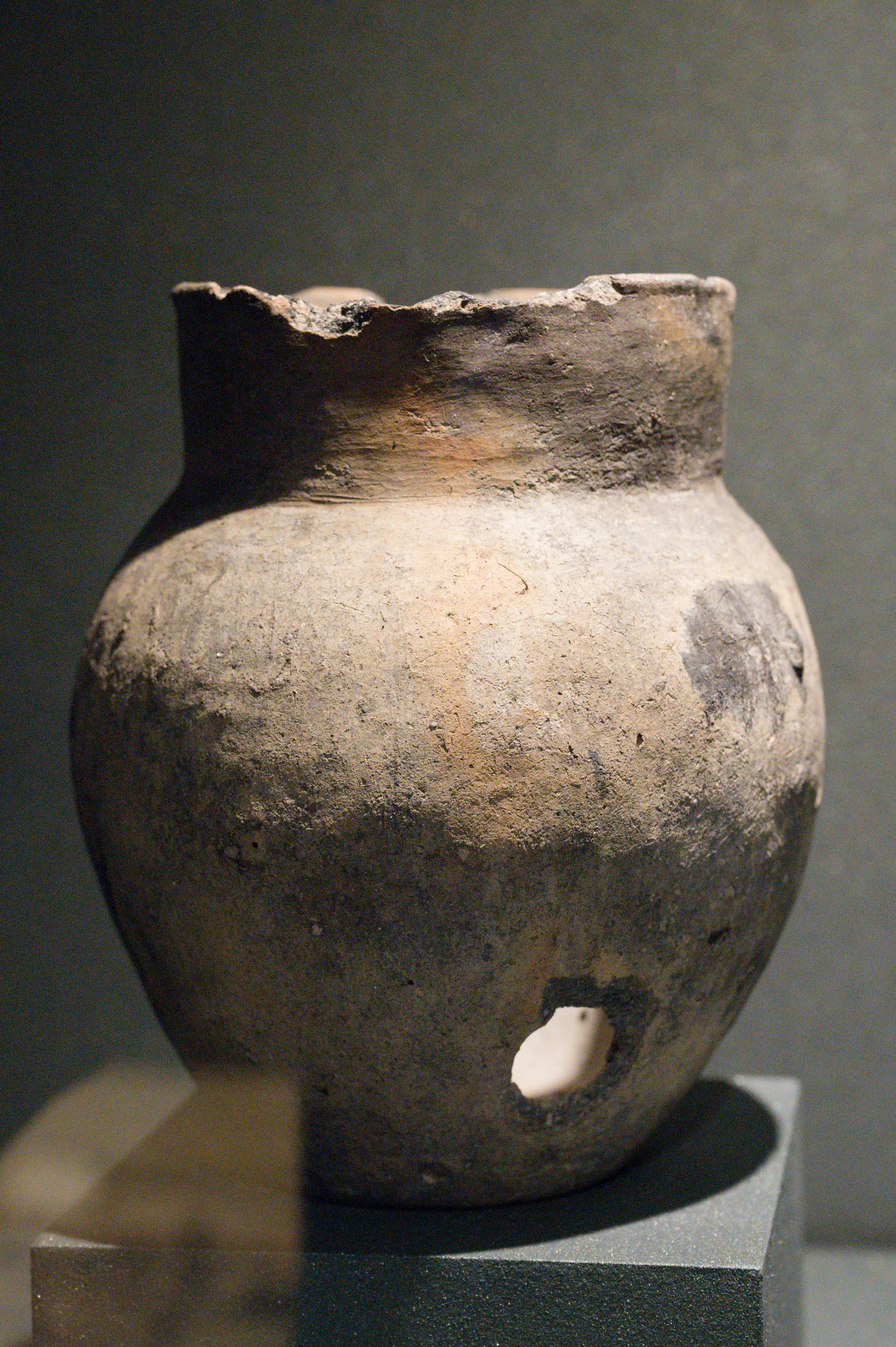
Urne der Knovízer Kultur

Die Knovízer Kultur ist eine der Urnenfelderkulturen. Sie entstammt der mittelbronzezeitlichen Hügelgräberkultur und war in Mittel- und Nordwestböhmen verbreitet. Sie ist nach dem Fundort Knovíz in der Nähe von Slaný in Mittelböhmen in Tschechien benannt. Ihre Nordgrenze korrespondiert im Allgemeinen mit dem Verlauf der Elbe. Sie erstreckt sich über die gesamte Urnenfelderzeit (1300–800 v. Chr.), dauerte also mehr als ein halbes Jahrtausend. Charakteristisch sind Amphoren, Etagengefäße und schüsselartige Formen mit Kammstrichverzierung.
Das Netz ihrer Siedlungen ist dicht, obwohl es sich nicht immer um gleichzeitige Standorte handelt. Funde und Siedlungsspuren sind häufig. Menschenskelette in unnatürlichen Lagen oder Skelettreste in Siedlungsgruben haben das Bild einer Gesellschaft entworfen, zu der der Kannibalismus gehörte. Die Leute der mitteldeutschen Unstrut-Gruppe standen in Verbindung zur Knovízer Kultur und praktizierten wie diese die Leichenzerstückelung.

## Brandbestattung
Der Grabritus der Knovízer Kultur ist die Brandbestattung, die in der Hügelgräberzeit bereits bekannt war. Grabform ist das Flachgrab mit der Beisetzung einer Urne in einer Grube. Als Urne diente eine Amphore, ein Doppelkonus oder ein amphorenartiges Vorratsgefäß. Eine Abweichung davon ist die Verteilung des Leichenbrandes auf mehrere Gefäße. Es kommt auch Aschestreuung in einer seichten, mit einigen Scherben ausgestatteten Grube vor. Merkmal der Knovízer Brandgräber ist eine Beigabe des übrigen Inventars in den Urnen, sofern ihre Größe dies zuließ. Die Urnen waren bisweilen mit einem flachen Stein abgedeckt, ansonsten standen sie auf einem solchen. Häufig findet sich eine Öffnung (Seelenloch) über dem Boden oder mitten im Boden mit einem Durchmesser von etwa 2 cm. Gelegentlich scheint die Lage des Grabes bezeichnet gewesen zu sein (Pfostenloch für Holzstelen). In der Knovízer Kultur lassen sich anhand der Grabausstattung oder bestimmter keramischer Typen nur schwer Attribute von Männer-, Frauen- oder Kindergräbern ausweisen; vor allem, da Knovízer Gräber wenige Bronzen enthalten.
Eine Sonderstellung nehmen die Knovízer Brandgräber unter Grabhügeln ein (Velká Dobrá bei Kladno, Grabhügel Nr. 20, 22 und 56). Sie unterscheiden sich durch die Lage von den mittelbronzezeitlichen Gräbern, die unter dem Grabhügel auf der ursprünglichen Oberfläche liegen. Im Unterschied zu den großen, gut ausgestatteten Grabhügeln in der Gegend von Žatec (Nordwestböhmen) liefern die Brandgräber von Velká Dobrá mit ihrem ärmlichen Inventar keine Möglichkeit, die gesellschaftliche Stellung der Bestatteten zu erschließen. Auf dem Gräberfeld von Manětín-Brdo (Kreis Plzeň-Nord) gab es unter den einfachen Brandgräbern einige, die von den übrigen einen größeren Abstand hatten und in einer Entfernung von etwa zwei bis drei Metern an ihrer Peripherie größere Steine aufwiesen. Überreste eines Steinringes am Fuß einer Hügelaufschüttung, wie die Ausgräberin O. Kytlicová vermutet.

## Gräberfelder
Anhand der Situation auf den größeren Gräberfeldern muss angenommen werden, dass die Verbrennung auf einem dafür vorbehaltenen Platz erfolgte. Leichenbrandplätze sind aus Zvírotice im mittleren Moldautal, Lety bei Prag, Mšec bei Rakovník und vielleicht auch aus Sedlčany bekannt. Auf dem Brandplatz in Zvírotice haben sich Überreste von Holzkohle der Buchen (Fagus silvatica) und Tannen (Abies pectinata) erhalten.
Die beiden größten Brandgräberfelder mit mehr als 100 und mehr als 50 Gräbern wurden bereits vor dem Zweiten Weltkrieg im mittleren Moldautal ausgegraben. Leider wurde kein anthropologisches Material entnommen. Dies gelang beim Gräberfeld in Mšec (Kreis Rakovník), wo von etwa 80 Gräbern nur klägliche Reste übrig blieben, auch nicht. In Manĕtín-Brdo und Obory (im Mittelmoldaugebiet) wurden auf beiden Gräberfeldern fast 90 Gräber ergraben. Das Gräberfeld in Obory liegt in einem für die landwirtschaftliche Nutzung ungeeigneten Hügelland, das jedoch für eine Weidewirtschaft getaugt hat, die eine große Bevölkerung auf einem relativ kleinen Areal ernähren konnte. Es gibt hier weitere unvollständig ausgegrabene Gräberfelder und durch Oberflächenfunde ausgewiesene Siedlungen, von denen die meisten in den Zeithorizont Hallstatt A2 gehören. Das zufällig entdeckte Gräberfeld bei Obory liegt in einer Gegend mit alter Prospektion. In diesem Teil der Landschaft verlaufen erzhaltige Zonen, in deren Aufschlüssen die Menschen Kupfer gefunden haben könnten. Zwar konnte kein Nachweis dafür erbracht werden aber, insbesondere das Bronzeinventar in fast der Hälfte der Gräber von Obory deuten darauf hin. Im Vergleich zu den zeitgleichen Gräbern aus den übrigen Teilen Böhmens ist dies ein hoher Prozentsatz. In diesem Kontext ist zu vermerken, dass in dem Gebiet eine moderne Goldförderung eingeleitet wurde. Hier wurde zum ersten Mal nachgewiesen, dass die Träger der Knovízer Kultur Gold kannten und verwendeten.' Es handelt sich um einen kleinen Drahtring, als Teil eines Kolliers mit blauen Glaskorallen.
Die anthropologische Analyse des östlichen Teiles des Gräberfeldes mit 44 Bestattungen zeigte nur Reste jeweils eines einzelnen Toten. Sie stammten durchweg von Frauen oder nicht erwachsenen Personen. Die Frauen waren klein, erreichten eine durchschnittliche Größe von 150 cm und hatten einen grazilen Körperbau. Ihr Durchschnittsalter betrug etwa 44 Jahre. Voreilig wäre von getrennten Frauen- und Männergräberfeldern zu sprechen, denn es handelt sich um die erste anthropologische Analyse eines größeren Knovízer Komplexes.

## Körperbestattung
Die rituelle Körperbestattung der Knovízer Kultur ist selten. Aus Böhmen sind nur fünf Fälle bekannt. Vier von ihnen stammen aus Nordwestböhmen, der fünfte (Holubice) aus der Umgebung Prags. Es handelt sich um Bestattungen in Steinkisten. In der Regel sind es Gräber mit reicherem Inventar. Im Hinblick auf ihre geographische Lage wird in ihnen ein Einfluss aus dem bayerisch-thüringischen Bereich erblickt, wo sie häufiger sind. Einzeln bleibt das Körpergrab von Velká Dobrá (Kreis Kladno), wo ansonsten neben mittelbronzezeitlichen Hügelgräbern, drei Knovízer Brandbestattungen unter Grabhügeln lagen. Im Hügelgrab Nr. 24, wo der Verstorbene in gestreckter Lage in West-Ost-Orientierung gebettet war, datiert das Inventar den Fund in die Frühphase der Knovízer Kultur.
Die Körperbestattungen in Gruben innerhalb von Knovízer Siedlungen sind, im Hinblick auf die Menge der Knovízer Siedlungsfunde keine Massenerscheinung. Für einen abnormen Charakter spricht der Umstand, dass es sich vorwiegend um Männer, in geringerer Zahl um Kinder handelt. Es können verschiedene Gründe gewesen sein, die zu dieser Bestattungsweise führten. Interpretationen werden sich stets im Bereich von Hypothesen bewegen, denn anthropologische Untersuchungen werden in den meisten Fällen keine verlässliche Antwort bringen.
Rituelle Anthropophagie erfolgte wahrscheinlich nur ausnahmsweise und bezieht sich auf Funde einzelner Menschenknochen. Die Verfasser der letzten größeren Arbeit über rituelle Bräuche der Knovízer Kultur erblicken in den gewaltsam getöteten Personen in erster Linie Menschenopfer für die Fruchtbarkeits- und Vegetationsgottheit. Unvollständige Skelette in Gruben sind nach ihrer Ansicht häufiger ein Beweis für Hinrichtungen als für Opferungen.
Die Autoren verzeichnen auch Fälle von Massenbestattungen in Gräben und ähnlichen Objekten, die analog zu anderen Erscheinungen, häufig in der Übergangszeit zwischen der späten Hügelgräber- und der Knovízer Kultur verbreitet waren. Ihre doppelten Gräben entstanden zwar nicht gleichzeitig, doch deren Zerstörung erfolgte offenbar gleichzeitig oder in kurzem zeitlichen Abstand. Außer zerscherbter Keramik, Tierknochen und einem Goldschatz sind zahlreiche Menschenknochen gefunden worden. Es handelt sich um verstreute Knochen, die bereits ohne Weichteile in die Gräben gelangten. Ob es sich um Opfer handelt, wie J. Bouzek und D. Kouteckŷ (1980) ähnliche Erscheinungen interpretieren lässt sich schwer beurteilen. In Velim geht es um eine zur Lausitzer Kultur tendierende Entwicklung. Die Fundstätte liegt an der Grenze der Kulturbereiche, wo eine wechselseitige Einwirkung evident ist.